# Beeston, Nottinghamshire
Beeston este un oraș în comitatul Nottinghamshire, regiunea East Midlands, Anglia. Orașul se află în districtul Broxtowe a cărui reședință este. 